# Anton Dermota (politik)
Anton Dermota, slovenski pravnik, politik in urednik, * 1. januar 1876, Železniki, † 3. maj 1914, Gorica.

## Življenje in delo
Pravo je študiral v Pragi, kjer je leta 1905 promoviral. V Pragi je poslušal tudi Masarykova filozofska in sociološka predavanja. Kot študent je v glasilu hrvaških in srbskih študentov Nova doba, ki je izhajalo od leta 1898, pisal o gospodarskih vprašanjih. Posvečal se je predvsem gospodarstvu. Napisal je več člankov o ustanavljanju konzumnih zadrug na Slovenskem. Leta 1900 je bil soavtor pri poslanici slovenski mladini Kaj hočemo, ki jo je leta 1901 izdala skupina slovenskih izobražencev, predvsem nekdanjih študentov iz Prage. Leta 1903 je postal urednik revije Naši zapiski. Revijo je z enoletnim premorom leta 1909 urejal do leta 1913.
Leta 1904 je postal tajnik izobraževalnega društva Akademija v Ljubljani. Pred letom 1906 je postal član JSDS. Kot predstavnik JSDS je leta 1907 kandidiral na volitvah za volilni okraj Kranjska Gora-Radovljica-Tržič.
Služboval je v Ljubljani, Kranju in Gorici. Leta 1909 se je na Tivolski konferenci izrekel proti kulturnemu in jezikoslovnemu jugoslovanstvu. Zavračal je klerikalizem. Leta 1912 je v Gorici odprl odvetniško pisarno. Z Albinom Prepeluhom se je zavzemal za slovenski tip socializma.
Leta 1940 je pri Cankarjevi družbi v Ljubljani izšlo njegovo delo Slovenski politični problemi (COBISS).